# Lenore, the Cute Little Dead Girl

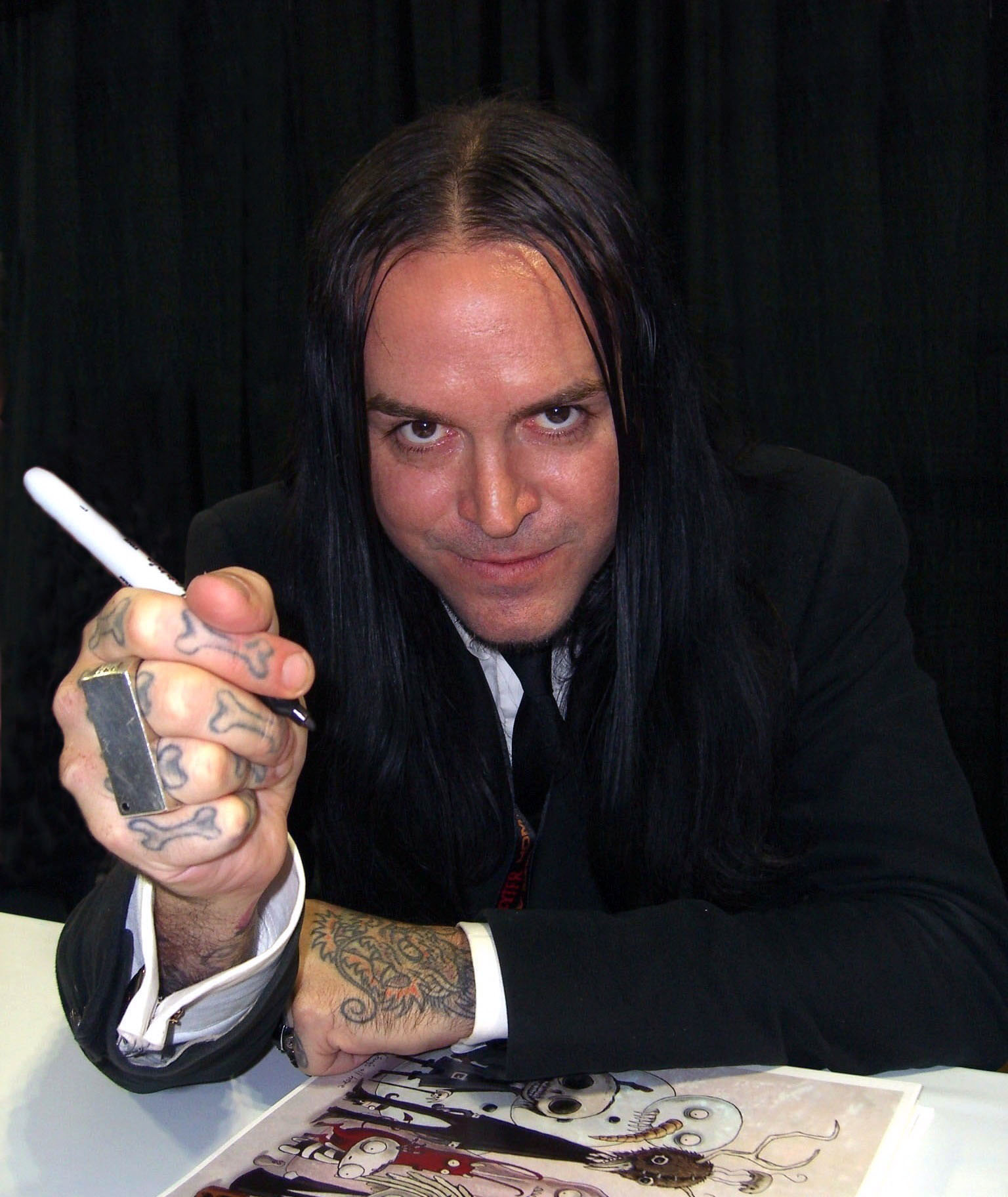
Tvůrce komiksu Roman Dirge na Comic-Conu v New Yorku dne 15. října 2011

Lenore, the Cute Little Dead Girl (v překladu Lenore, roztomilá mrtvá holčička) je komiks s černým humorem vytvořený Romanem Dirgem. Komiks byl vydáván v letech 1998-2007, od roku 2009 je vydávána nová série. Hlavní postava, Lenore, byla inspirována stejnojmennou postavou z básně Edgara Allana Poea, Lenora.
V roce 2002 byl vytvořen animovaný seriál s 26 díly, každým o délce dvou až čtyř minut. Všechny díly začínají veršem z básně Lenora: A Dirge for her, the doubly dead in that she died so young. (lze přeložit jako „Žalm pro tu, dvakrát jež umřela, tím že květ jejího mládí plál.“ nebo „Tím spíš, že v mládí zemřela, budiž ji lehká zem.“). Slovo dirge je v původní básni stylizováno s malým písmenem, může se proto taky vztahovat k autorovi Lenore – Roman Dirge.

## Postavy
- Lenore – malá mrtvá holčička.
- Ragamuffin (Vagabund) – upír začarovaný do podoby plyšáka.
- Mr. Gosh (pan Božínek) – nápadník Lenore. Má podobu loutky lidské velikosti vytvořené z ponožky, místo očí má dva knoflíky.
- Taxidermy – soused Lenore.